# Алексеев, Александр Александрович (хоккеист, 1974)
Александр Александрович Алексеев (род. 21 марта 1974, Киев) — советский и украинский хоккеист, защитник.

## Биография
Воспитанник киевского хоккея. В сезонах 1990/91 — 1991/92 играл в высшей лиге за «Сокол» Киев и его фарм-клуб из второй лиги ШВСМ. На драфте НХЛ 1992 года был выбран в 6-м раунде под общим 132-м номером клубом «Виннипег Джетс». Выступал в Северной Америке за команды низших лиг «Такома Рокетс» (WHL, 1992/93 — 1994/95), «Портленд Пайретс» (AHL, 1994/95 — 1996/97), «Хэмптон-Роудс Эдмиралс» (ECHL, 1996/97 — 1997/98), «Лас-Вегас Тандер» (IHL, 1998/99), «Такома Сэйберкэтс» (WCHL, 1998/99 — 2001/02), «Рокфорд Айсхогс» (UHL, 2002/03). В начале сезона 1998/99 играл в ВЕХЛ за «Льдинку» Киев и в чемпионате Украины за «Льдинку-2».